# Milen Kostov
Milen Kostov (in bulgaro Милен Костов?; Jambol, 23 gennaio 1989) è un cestista bulgaro.

## Carriera
Dopo aver giocato nell'Ohio Christian University dal 2010 al 2014, ha giocato nelle stagioni 2014-15 e 2015-16 per il Tundja Yambol, nella stagione 2016-17 per l'AOK Baller e nella stagione 2017-18 per lo Sporting Sant'Agata.
Per la stagione 2018-19 firma con la SSD Giuseppe Angel Manfredonia, che milita nel campionato C Silver della Puglia.